# 鳳翔號航空母艦
鳳翔號航空母艦是大日本帝國海軍设计建造的航空母舰，日本第二艘使用該名的軍艦，且为世界上第一艘专门建造的航母（同时期英国竞技神号航空母舰虽先起工但完工入列较“凤翔”晚）。技術上則透過英籍顧問威廉·福布斯－森皮尔爵士率領的代表團等人自英国提供。

## 概述
凤翔号航空母舰是日本海军基于海军支援舰的舰体专门设计，于1919年开始建造的航空母舰。
日本帝國海軍首度使用航空兵協助戰鬥始於1914年青島戰役，當時若宮號水上飛機母艦搭載的水上飛機操作效率受到嚴重的氣候干擾，在1915年與1916年的演習中歷任若宮號的艦長均一再提及海上氣候干擾水上飛機操作效率的問題，並再三建議海軍要有一種可以讓飛機以普通起落架起降的船隻。
鳳翔號建造預算規劃在1918年(大正七年)“八六舰队”編列，1918年3月22日第40次帝國議會通過造艦方案，首年拨款12萬日圓。本舰在造艦計畫中以特務艦名義增建（暂定舰名为“第七号特務船”））水上飛機母艦，因此初期規劃艦名為「龍飛」，同期造艦案還有一艘姊妹艦，規劃艦名「翔鶴」。由於艦政本部對於「理想的飛機操作軍艦」沒有成熟見解，因此設計進度緩慢，只能要求日本駐英軍事觀察團提供更多觀察資料。駐英國的日本海軍武官們多度觀察探訪幾艘英國當時用現役艦改造的航空軍艦，包括坎帕尼亞號航空母艦、1918年4月改造的狂怒號航空母艦和1918年9月完工的百眼巨人號航空母艦。鳳翔號在開工前多次改變设计，原定的姊妹艦也被取消。水上飛機母艦设计在1919年4月被否决，最終設計定案建造拥有全通甲板的航空母艦，更名為「鳳翔」，並採納英國經驗決定其極速為25節，船隻基礎設計在1919年12月完成，正式設計直到1920年才定稿。
與鳳翔號同时期建造的航艦，還有英國皇家海軍在1918年初開工的竞技神号航空母舰，雖然競技神號於1919年下水，但因為新技術驗證及建造順位等諸多因素拖累到建造進度。反倒是缺乏技術且較晚動工的日本在森皮爾顧問團（Sempill Mission）的協助下引進英國當時的航艦建造經驗，三菱重工還協助海軍雇用英國皇家空軍退役將官傳授艦上降落技術，因此採用成熟技術的鳳翔號在1922年底便竣工，故一般被认为是第一艘完工服役的標準航空母舰。

## 設計特徵

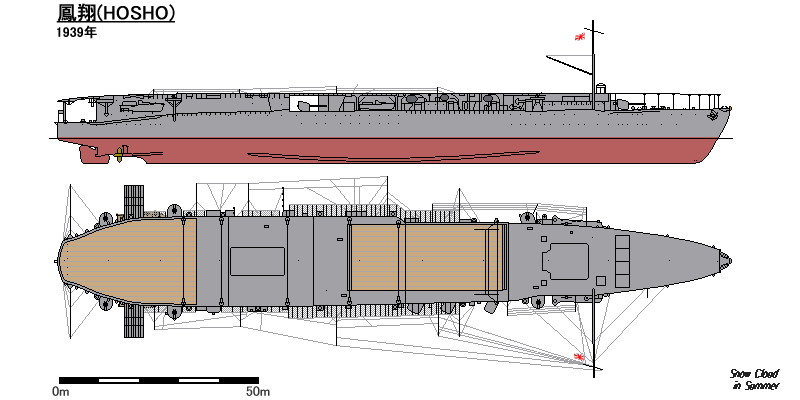
鳳翔號艦型圖，1939年狀態

由於“凤翔”是日本设计建造的第一艘航空母艦，因此很多設計都存有浓重的實驗性風格。艦體採無裝甲設計。在全通式飞行甲板的右侧建有舰岛，其上則安裝了指示14厘米艦炮所需的測距儀，其後方還裝有回收水上飛機的起重吊桿。三个烟囱设在右舷，可向外侧倾倒，以免影响飞机起降作业。另外飛行甲板起飛段向下傾斜5度帮助飛機起飞时加速缩减起飞距离。不過這些可動組件運作時不免影響到飛行甲板穩定狀態，日本海軍在鳳翔號上安裝了美國史派里公司（當時日本稱須式）所製造的Anti-rolling gyro来进一步改善航行穩定性。雖然一開始日方認為此技術不可靠，但在美方技術指導下逐漸掌握使用訣竅。
鳳翔號的動力則是向英國採購的帕森斯式蒸汽轮机與日本國產的吕號艦本式水管鍋爐。鍋爐操作溫度138摄氏度，操作壓力每平方公分18.3公斤（1,790 千帕斯卡; 260磅力每平方英寸)。8座鍋爐中有4座專燒重油，4座油煤混燒。在1922年11月30日的海試中曾有輸出31,117馬力的记录，并录得26.66海浬航速。同時相較一般軍艦來說鳳翔號有大量噸位用於裝載燃料，因此具有同噸位軍艦少有的优秀续航能力。不過，后来海军發現油煤混燒鍋爐不適合後勤運作，在1926至1928年間陸續将其更換為重油鍋爐。船隻供電仰賴4部輸出的蒸汽渦輪發電機、1部柴油發電機。所有發電機單機额定功率均為105kw，5台机组總輸出功率525kw。
航空設施部分，鳳翔號沒有採用全通式機庫設計。機庫分為前後兩塊，前後升降機也只能連結各自機庫。前機庫只有一層，用于停放较小型的战斗机。内部尺寸為67.2 x 9.5公尺 ，前升降機尺寸为10.35 x 7.86公尺。後機庫則為雙層設計，專門安置6架較大的攻擊機與6架預備機。两层機庫内部尺寸不同，一层為16.5 x 14公尺，二层为29.4 x12公尺。后升降機尺寸為13.71 x 6.34公尺。受機庫设计的侷限，载机能力相當不足，這點在日後並無进行全面修正。據1936年擔任艦長的草鹿龍之介回憶，他擔任鳳翔號艦長時該艦沒有設計航空燃油的專用油槽，艦載機需要的航空汽油都装在汽油桶儲存在机库。因此鳳翔號上全面禁烟，也不允許乘员持有或使用火种。
由于当时航空母艦普遍被视为“载机巡洋舰”，因此在艦體的四週裝備了4門5500吨级輕巡洋艦使用的14公分單裝舰炮用于对舰射击。前側舰炮射界約有150度、後側只有120度。防空武裝則是在後升降機兩側各裝設一門76.2公厘高射炮。當時的鳳翔號因為優先考慮船體穩定性，所有火炮設計時都是縮在飛行甲板內，未考慮火網發揚的問題。
鳳翔號完工初，有些設計等到试航后发现不太實用，還會造成操作安全問題，因此多次進廠改造。在1924年6月6日至8月20日在橫須賀海軍工廠入塢期間拆除了島式艦橋與傾斜起飛段甲板。新艦橋設置在前機庫靠艦艏端两侧，並加強船體各部強度。原本在艦島指揮的航空管制人員則移到艦艏甲板右舷設立的外延平臺指揮，高射炮則移到飛行甲板兩側。1931年鳳翔號的英式縱向攔截索更換為日本自行研發的萱場式橫向攔截索。

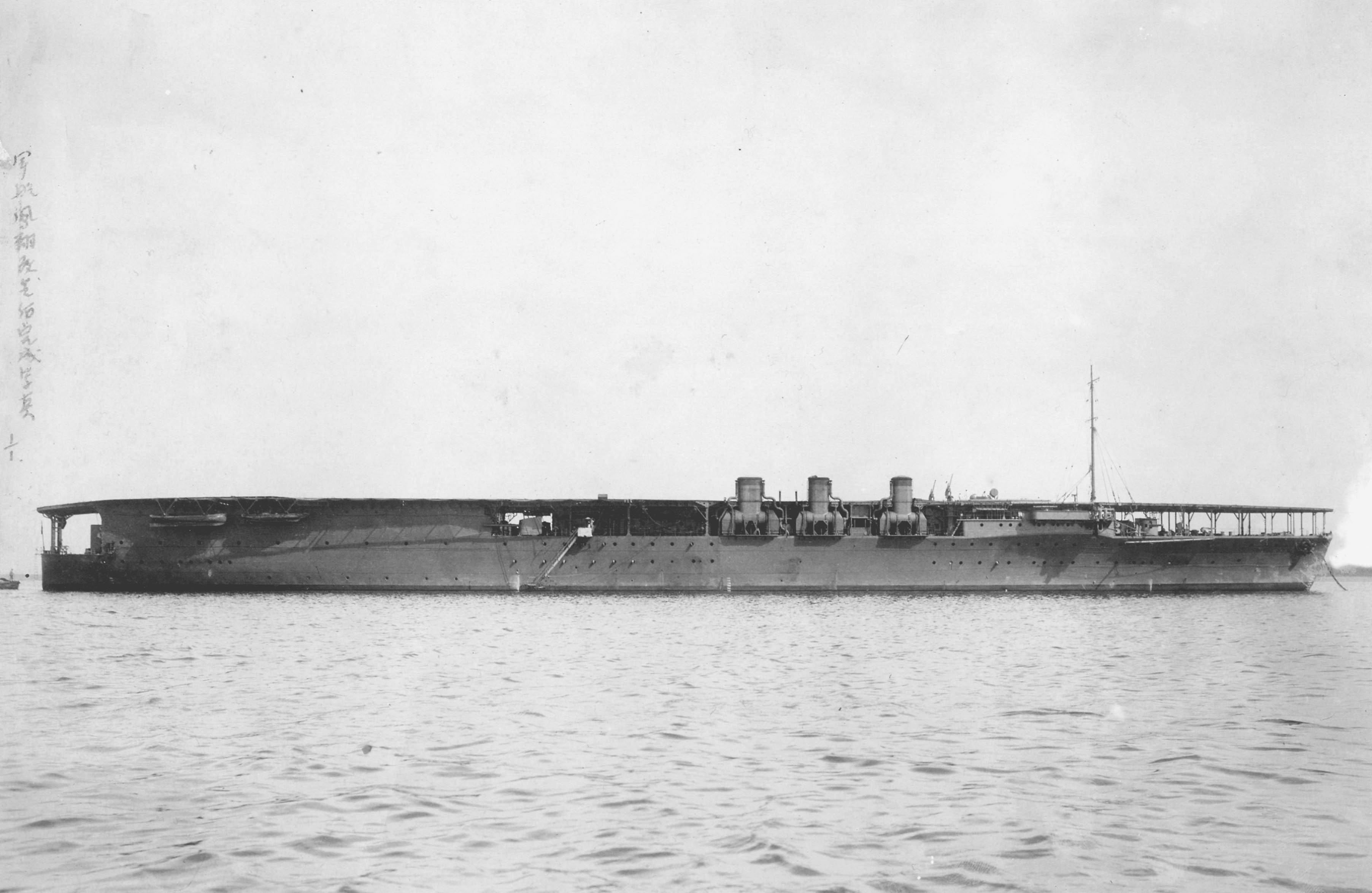
1924年9月22日的鳳翔號，剛拆除艦島等設備

## 服役紀錄
鳳翔號的艦體並不是由海軍工廠負責，而是由民间浅野财阀淺野財閥所屬，位於橫濱的淺野造船所承包。淺野造船所是淺野財閥瞄準戰爭景氣在1917年創設，原先主要建造大型商船。但因第一次世界大戰結束，海外軍需業務急遽萎縮，因此回頭爭取政府採購計畫，加上鄰近橫須賀海軍工廠，因此海軍在考量成本的想法下將船艦發包給民間廠商。1920年3月30日淺野造船廠正式取得鳳翔號興建合約，1920年12月16日正式開工，1921年11月13日船體下水，隨即拖入橫須賀海軍工廠進行艤裝。在舾裝過程中，橫須賀海軍工廠仍需要向淺野造船廠借調300位職工協助軍艦建造。
由於橫須賀海軍工廠的200噸吊車在當時優先供陸奧號戰艦建造工程使用，因此在同個海軍工廠的鳳翔號艤装工程在1922年初被多度耽擱。直至4月才完成鍋爐安裝、5月完成武備安裝。年中受华盛顿海军条约影响，海军为保留陸奧號，将大部分力量用于其建造工程上。因此本舰建造工程被再度耽擱，直到10月下旬才大致完工。11月開始進行海試，11月20日至12月5日完成防搖擺陀螺裝置的驗收測試，1922年12月27日，鳳翔號正式完工成軍。

### 战间期
鳳翔號在1922年底成軍後並未立即進行飛行測試，而是繼續開發相關的航空降落設備，在1923年2月安装第一批新型航空设备，緊接著就是實踐。1923年2月22日，由三菱公司雇用的英國试飞员駕駛一〇式艦上戰鬥機首度降落在鳳翔號。後來他駕駛同型機在2月24日、26日再度完成降落任務，降落風速在30-35節之間。
从第三階段測試开始由日本飛行員執行任務，除了在3月首度著艦成功的吉良俊一上尉，更多接受英國顧問團講習的日本飛行員開始在鳳翔號上接受環境更為嚴格的航艦訓練。
1924年6月6日至8月20日，鳳翔號返回橫須賀海軍工廠實施改裝工程。根据風洞測試結果，是次改裝拆除了艦島與起重機。航行艦橋則移至飛行甲板下方的140公厘艦炮後方两侧。這種設計對操艦造成許多困难，但除此外无更优方案，只能將就使用。從9月1日到11月15日，鳳翔號与第一艦隊各舰進行多舰种合作測試。1924年11月15日，鳳翔號被編入第一艦隊。
1925年3月10日至7月2日，鳳翔號再度進行航空作業設備改裝。在前昇降機後方增設液壓驅動的可升降防撞攔截網，避免降落時未成功减速的戰機與甲板上其它飛機相撞，甚至衝入機庫。攔截網可在三秒內立起。1920年代的鳳翔號雖然作為航空母艦服役，但大部分時間點並沒有战备任务，大部分时间都在測試各種航艦需要的輔助設備，包括降落攔截設施、輔助降落照明設施等。根据本舰的运用经验，海军还制定了航艦作業規範。這一階段的測試約於1928年告一段落。
1928年4月1日起，鳳翔號与赤城號航空母艦被編入第一航空戰隊，同時将原本配發的一〇式艦戰更換成三式艦上戰鬥機。在此期间进行第二階段測試。包括在1929年3月27日增設夜間輔助降落照明設施，1930年2月4日至11月6日將原本輸出功率55匹馬力的前升降機電梯馬達更換為100匹马力的新型号，以及在1931年3月7日至11月15日測試新型攔截索設計。1928年日本在引進法國設計的橫向攔截索設計後，同時也在自行設計類似設備，這項設備起初是由萱場製造所研發，後由日本吳海軍工廠研製，在1928年到1931年間，鳳翔號至少測試過3種橫向攔截索，這些測試經驗为后续航艦的建造提供重要参考。
1932年一二八事變時，本舰編入帝國海軍第三艦隊，在1月29日駛向上海。1932年2月1日開抵上海為登陆日軍提供掩護。
1932年2月5日，鳳翔號出動5架戰機，分別為平林長元上尉帶領的2架一三式艦上攻擊機、所茂八郎率領的3架三式艦上戰鬥機。日軍稱該日有4架国民革命军空军所屬沃特V-65C與其機隊交戰，並成功擊傷1架，但中華民國方面並無此记录。隨著日軍戰鬥進展，鳳翔號的艦載機隊轉移到陸上的公大機場，並繼續對對江浙一帶的國軍機場進行攻擊。
1932年2月26日，由鳳翔號的6架戰鬥機掩護加賀號9架攻擊機對中國戰場實施攻擊，在錢塘江上空被國民革命軍空軍飞行员石邦藩、趙甫明所駕駛的2架戰機攔截，結果国军兩架戰機均遭日機擊傷且在降落時墜毀。中方稱擊墜日軍1架攻擊機，但未被日軍承認。第三艦隊在1932年3月3日停火時仍常駐东海。第一航空戰隊要到3月17日才自中國開回日本本土，3月20日返國後換裝九O式艦上戰鬥機和八九式艦上攻擊機。
在1935年9月26日的第四艦隊事件中，在此舰队中的本舰飞行甲板与舰艏被风浪打击损坏。1935年11月22日至1936年3月31日入塢維修，将飛行甲板長度缩短至165.25公尺、強化艦艏飛行甲板支撐結構与機庫的縱向結構；並將採用鉸鏈結構的可動式煙囪更改為略向下傾斜的固定型煙囪，減重约60吨；且拆除機庫內的航空燃油庫與甲板起重機，拆除原先的7.7公厘對空機槍以更大口徑的93式13公厘機槍代替；接受改裝後的鳳翔號增裝了726噸的壓艙物，在滿載狀態時（11,443噸）定傾中心高度為1.11公尺，公試狀態（10,707噸，装载2／3燃油弹药）的定傾中心高度為0.93公尺。

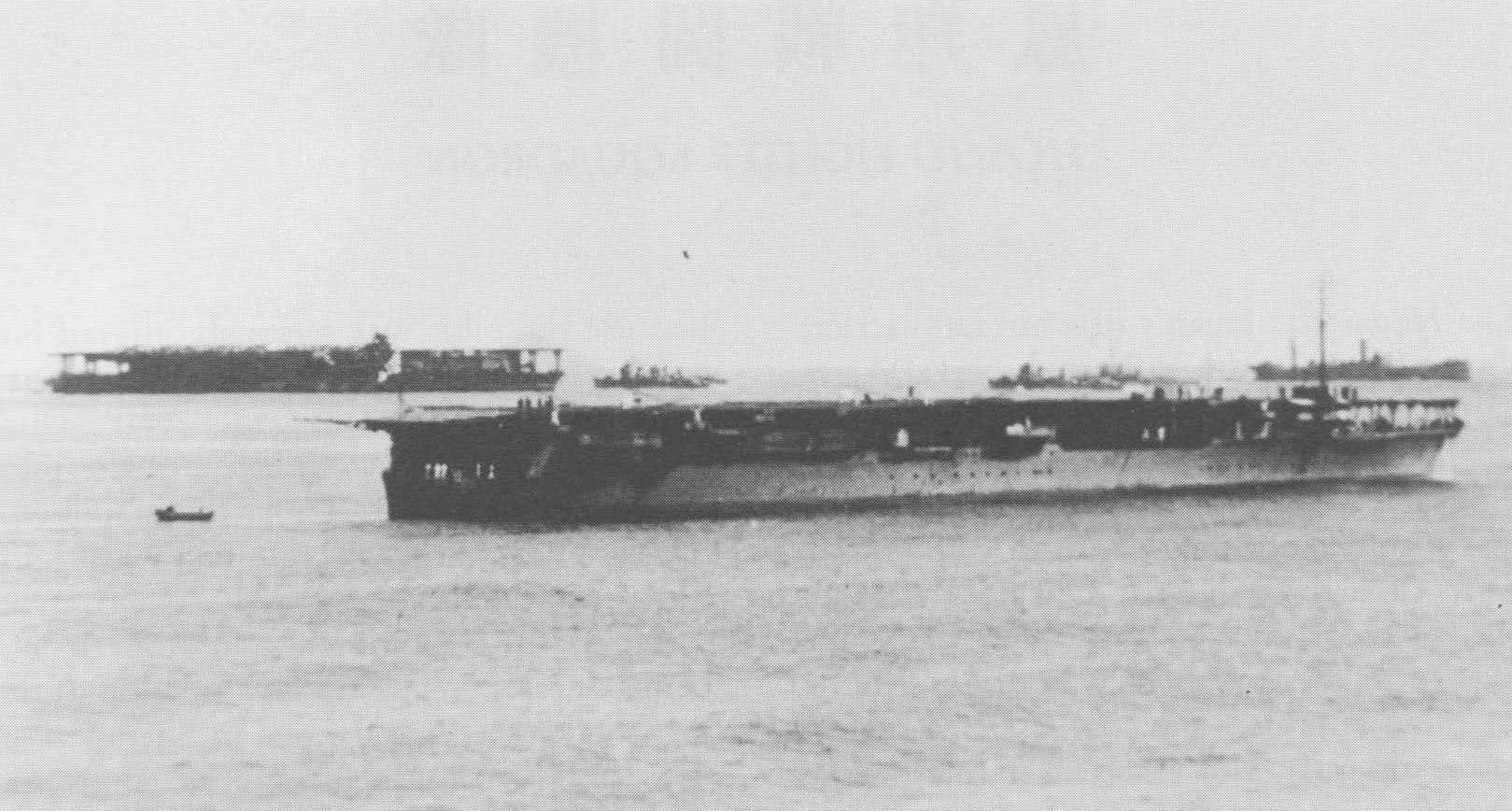
1937年，攝於上海的鳳翔號與加賀號

1937年7月盧溝橋事變發生後，日本海軍即組成第三艦隊開赴華中增援；由第二航空戰隊抽調鳳翔號、一航战抽調加賀號編入第三艦隊，兩艘航艦上共搭載了84架戰機（27架九O艦戰、26架艦攻、31架艦爆）。第三艦隊在7月16日抵達上海，8月初鳳翔號曾短暫返國，8月13號才返回上海，因此錯過淞滬會戰初期的空战。8月16日起，鳳翔号所属九二式艦上攻撃機隊加入日軍作戰行動，試圖轟炸国军空軍運作的機場，但因天氣惡劣未達成任務。8月18日，鳳翔號艦載機支援日軍地面部隊、8月19日轟炸杭州機場，聲稱摧毀一座彈藥庫；8月25日，鳳翔號所屬的3架九O式艦上戰鬥機聲稱攔截到2架馬丁139WC，並擊墜1架，然而該日国军並無馬丁機戰損紀錄，擊墜紀錄很可能為日军誤植。
鳳翔號在9月1日離開上海，返回日本补给。在9月2日至9月5日間在佐世保短暫休整，隨即開往華南一帶，在9月25日起與龍驤號航空母艦一同對廣東地區的國民革命軍實施打擊任務，直到10月3日至5日返回上海短暫停留，10月17日轉移所有艦載機給龍驤號後返回日本。
鳳翔號在1937年12月1日編入預備艦隊。1938年起扩大飛機升降機，该工程直到1939年初才完工。改裝後的前升降機尺寸為12.8 x 8.5公尺，後升降機尺寸為13.7 x 7公尺，使鳳翔號可操作1930年代後半服役的九六式艦上戰鬥機與九六式艦上攻擊機，到1939年8月前鳳翔號仍作為訓練這些戰機的母艦運用，1940年11月改裝時為考量船體復原性将三年式高射炮更换为九六式25毫米高射機炮，並再度延長飛行甲板。復役後的鳳翔號在1940年11月15日編入第三航空戰隊（司令官角田覺治），母港由橫須賀改至吳港。同戰隊艦艇有龍驤號航空母艦和羽風、秋風、太刀風號驅逐艦。由於飛行甲板長度不足，加上升降機等基礎設備限制，日本海軍在1940年12月的評估中認定鳳翔號已經不適合操作像是零式艦載戰鬥機等新型戰機，頂多只能做為舰载机轉降平台，這也讓日後鳳翔號的運用大幅受限，這時候的鳳翔號只操作九六艦攻與九六艦戰，實際上已退居二線。
虽然三航戰主力艦艇多為二線艦，但在开战前很快就被抽调出其中拥有較好的戰力的舰艇。龍驤號隔年抽調給新成立的第四航空戰隊，缺額由剛完工的瑞鳳號航空母艦補上，驅逐艦也換成三日月號驅逐艦与夕風號驅逐艦。雖然在1940年9月12日軍令部頒布的「昭和17年度海軍戰時編制」中，鳳翔號未來將被编入由本舰与3艘秋月級驅逐艦組成的第25驅逐隊（秋月、照月、初月）和2艘改裝航空母艦组成的第七航空戰隊，母港为吳港。但是這個改編計畫並未實施。

### 太平洋戰爭爆發後
1941-1942年
1941年12月日本對美開戰時，鳳翔號艦載機中已經沒有戰鬥機，只剩下起降操作性良好的九六式艦上攻擊機，為戰艦艦隊进行反潛偵巡，這時候的鳳翔號飛行員技術仍受肯定。偷襲珍珠港時，三航战與第一艦隊的戰艦一同自瀨戶內海出發，为戰艦部隊护航。12月10日鳳翔因回收艦載機偏離航向，與護衛驅逐艦3艘一同脱离编队并失联，待重新取得聯繫已身處距主力艦隊500海浬的小笠原群島，一度在海軍本部引發「鳳翔遭美軍潛艇擊沉」的恐慌。
1942年2月，日本據守的馬紹爾群島受到美國海軍航空母艦攻擊，帝國海軍開始擔心日本本土遭到美軍攻擊，因此在2月8日夜間將部分艦隊重編為警戒艦隊，指揮官高須四郎中將。三航战被编入警戒艦隊中。1942年3月12日，軍令部認為有美軍航母來襲徵兆，命令警戒艦隊從豐後水道出發開赴小笠原群島搜索。不過艦隊並沒發現美軍蹤跡，因此在3月15日返國并在伊勢灣待命。1942年4月1日，三航战解散，全部艦艇編入第一艦隊。1942年4月18日杜立德空襲後曾在1942年4月18日下午3時出航試圖追擊撤退的美军航母，但這項作戰在4月20日19时30時许被中止，4月22日鳳翔號返回本土待命。
1942年5月29日，日軍發動中途岛海战，當時鳳翔號仍作為反潛掩護用的航艦跟隨於戰艦艦隊，當時鳳翔號編制機型有9架九六艦戰（2架备用）、6架九六艦攻（2架备用）。为戰艦舰队提供聊勝於無的空中掩護，在會戰中受創的日軍航空母艦空拍圖均為鳳翔號上的艦載機拍攝。在一航战遭擊沉後，九六艦攻利用其良好的低速操控性，多次為落水者空投醫療物資。當艦隊撤退時，鳳翔號艦載機在6月3日还為迷航的川內號輕巡洋艦提供導航，戰艦艦隊回港後，搭乘大和號赴前線的联合舰队参谋长宇垣缠在紀錄中也称「鳳翔號以少量的艦載機在惡劣天候下仍克盡其職，值得讚許」。（鳳翔は少数飛行機を以て悪天候と闘ひ克く其任務を達成せり共に賞賛すべきなり）
中途島海戰結束后，6月14日鳳翔號返回柱島泊地。在6月20日卸下所有九六艦攻，編入第一艦隊；7月20日，鳳翔號轉隸第三艦隊，作為訓練航艦。主要行動區域就只在吳港與瀨戶內海之間，戰敗之前再也沒有出過瀨戶內海，同年10月20日正式編入第三艦隊。由于当时本舰基本上只进行训练任务，當時鳳翔號艦長還自嘲自己的職務變成了幼稚園保母。
1943年
1943年1月15日與龍鳳號航空母艦一同編入第五十航空戰隊，繼續作為訓練用途。训练内容主要包括降落訓練在内的舰载机部队的飞行训练以及作為潛艦及魚雷機訓練的靶标。1944年1月，第五十航空戰隊被解散，鳳翔號和夕風號驅逐艦以及鹿屋海軍航空隊、築城海軍航空隊被編入1943年7月1日新創的第五十一航空戰隊（训练战队），負責海航各科目的完整訓練，並隨即投入第十二航空隊实际運用。而第五十一航空戰隊並不被列入聯合艦隊編制中。換言之，從1944年後鳳翔號在档案上就不在现役艦艇之內。
1944年
雖然鳳翔號在1942年后沒有固定編制機，但為了当年開始服役的“天山”、“彗星”等新型舰攻的适应訓練，鳳翔號在1944年3月27日至4月26日再度入塢改造。
1944年的改造主要為飛行甲板與設備的強化，船身略微加寬至10公尺，飛行甲板再度延長6公尺，飛行甲板寬度增加到22.7公尺、艦艉甲板寬度也增加到14公尺，同時安裝新的攔截網與攔截索，因此本舰继续增重。升降機和機庫因為极少使用因而並未改造。為了平衡艦體配重，拆除了所有14公分單裝砲，增設多组25公厘對空機炮。同年9月鳳翔號還進行過一次與性能無關的短暫改裝─為協助東寶拍攝战争電影『雷擊隊出擊』鼓舞士气，艦上曾搭起道具艦橋，在片中扮演敵(美)軍的航艦。
由於飛行甲板被過度延長，本舰艦體重心又被提高。而且日本輕型航艦的艦橋均設在飛行甲板下方，飛行甲板向前延長意味著前方視野受阻更为严重。這些缺陷導致第二次大改裝後的鳳翔號适航性下降，只在风浪较小的瀨戶內海進行訓練任務，且只能限制在良好天候航行。一方面是避免因重心過高而翻船，二來是防止因航行視野受限而遭遇不測。但美軍將戰火延燒到日本本土時仍受到多次攻擊。
1945年
1945年3月19日在吳港靠泊時遭受美军58特遣艦隊（TF 58）所屬艦載機攻擊，飛行甲板被3發炸彈命中，炸出了4個直徑最大达1公尺的破洞，並造成6人死亡。由於舰上缺乏可燃物，因此没有发生火灾，飛行甲板的損害也很快被修好。日軍在4月10日將鳳翔號列入第三預備艦。原计划要將她轉移到其他港口，但是最後因為缺乏燃料等因素並未施行，而是與其它聯合艦隊戰艦一同成為浮動砲台。6月10日，鳳翔號列為第四預備艦，艦上只留半數乘員。7月5日，鳳翔號漆上迷彩偽裝，與龍鳳號航空母艦一同靠泊；7月24日在吳港空襲中艦體又受損，因此将其拖往其它泊地的計畫遭到推延，是次空袭带来的损害在15天內就維修完畢。在8月時，吳港靠泊的航艦中，還可以航行的只剩“葛城”与本舰。
在日本戰敗时，盟軍到9月接收日本各地設施時發現停泊在吳港的此艦是唯一一艘沒有受損的日军航空母艦。本舰隨即與“鹿岛”号一同作為復員運輸艦自海外接運被遣返回国的士兵与僑民。當時鳳翔號編制操作人數為41位軍官、369位士兵。1945年10月至11月間鳳翔號自沃特傑環礁載回700人，賈盧伊特環礁載回311人，埃內韋塔克環礁運回数人（数据不详），並将遣返人员安置在浦賀港。
為了提高運輸效率，鳳翔號在1945年12月再度接受改裝，切除过长的飛行甲板，並將機庫改裝以载运更多乘客。之後開往韋瓦克與中國大陸接回被遣返军民。據統計，从戰敗後到次年8月間鳳翔號共運回約4萬軍民返日。1946年8月31日，本艦正式除役，並開往位于大阪的日立造船櫻島工廠拆解，在同處解體者還有日本帝國海軍最後一艘建造服役的航母“葛城”號。1947年5月1日解體工程结束。

## 艦歷大事記

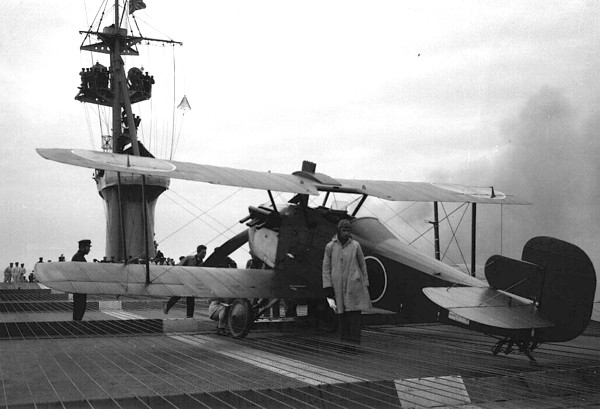
1923年，英國上尉威廉·蘭斯洛特·喬丹首度在鳳翔號上降落之照片

- 1919年（大正8年）10月21日 - 假稱船名第七號特務船之特務船鳳翔命名[20]。
- 1920年（大正9年）4月1日 - 海軍特務艦艇分類標準改定，廢止特務船類別，改稱特務艦鳳翔
- 1920年（大正8年）12月16日  - 淺野造船廠开工。
- 1921年（大正10年）11月13日 -  鳳翔號下水。拖往横須賀海軍工廠實施艤裝。
- 1922年（大正11年）12月27日 -  竣工。
- 1923年（大正12年）2月22日 - 前英國皇家空軍上尉、王牌飛行員威廉·蘭斯洛特·喬丹（英语：William Lancelot Jordan）駕駛飛機在鳳翔號上成功著艦，獲得1萬5千日圓獎金。
- 1923年（大正12年）3月5日-吉良俊一上尉成功駕機在鳳翔號上著艦，為第一位成功駕駛飛機降落在航艦上的日本人。吉良上尉因此受海軍大臣加藤友三郎的表彰。
- 1924年 - 實施改装作业。
- 1925年（大正14年） - 編入聯合艦隊。
- 1928年（昭和3年） - 編入第一航空战隊。
- 1932年（昭和7年）2月 - 第一航空戰隊參加一二八事件，鳳翔號艦載機擊落中華民國空軍戰機。
- 1935年（昭和10年）9月 - 因第四艦隊事件，鳳翔號艦橋與飛行甲板前段受損。
- 1937年（昭和12年）8月 - 鳳翔號參與第二次上海事件
- 1937年（昭和12年）12月 - 鳳翔號返國，編入予備艦，實施艦體改裝工程。
- 1940年（昭和15年） - 納編現役，編入第三航空战隊。
- 1942年（昭和17年）6月 - 參加中途岛海战，該戰役後返國，改編練習空母。
- 1945年 - 10月5日 除籍，擔任復員艦。為保障航行安全拆除部分飛行甲板。
- 1946年 - 8月31日 解体開始。
- 1947年 - 5月1日 解体结束。

## 歴代艦長（上校職缺）

### 艤裝軍官
1. 豐島二郎 ：1921年11月13日 -

### 艦長
1. 豐島二郎：1922年12月27日 -
2. 福與平三郎：1923年4月1日 -
3. 海津良太郎：1923年12月1日 -
4. 小林省三郎：1925年4月15日 -
5. 河村儀一郎：1926年11月1日 -
6. 北川清：1927年12月1日 -
7. 原五郎：1928年12月10日 -
8. 和田秀穗：1929年11月30日 -
9. 近藤英次郎：1930年12月1日 -
10. 堀江六郎：1931年11月14日 -
11. 三竝貞三：1932年12月1日 -
12. 竹田六吉：1933年10月20日 -
13. 山縣正鄉：1934年11月15日 -
14. 寺田幸吉：1935年6月12日 -
15. 酒卷宗孝：1935年11月15日 -
16. 草鹿龍之介：1936年11月16日 -
17. 城島高次（日语：城島高次）：1937年10月16日 -
18. 原田覺：1939年11月15日 -
19. （兼任）杉本丑衛：1940年8月20日 -
20. 菊池朝三：1940年11月1日 -
21. 梅谷薰 ：1941年9月15日 -
22. 山口文次郎：1942年8月1日 -
23. 服部勝二：1942年11月25日 -
24. 貝塚武男：1943年7月5日 -
25. 松浦義：1943年12月18日 -
26. 國府田清：1944年3月1日 -
27. 室田勇次郎：1944年7月6日 -
28. 大須賀秀一：1945年3月5日 - 5月1日
29. 金岡國三：1945年9月20日 -

## 外部連結
- WW2DB: 鳳翔號 （页面存档备份，存于）